# 수실 쿠마르 (레슬링 선수)
수실 쿠마르(힌디어: सुशील कुमार, 1983년 5월 26일~)는 인도의 레슬링 선수이다. 자유형 라이트급 선수로 2008년 하계 올림픽에서 동메달, 2012년 하계 올림픽에서 은메달을 획득했다. 또한 2010년 세계 선수권 대회에서 우승하면서 인도 레슬링 선수로는 최초로 세계 레슬링 선수권 대회에서 우승했다.

## 개인사
2021년 5월 차트라살 스타디움에서 인도 주니어 국가대표 레슬링 선수 출신인 사가르 단카르를 사망하게 한 집단 폭행을 주도했으며 이로 인해 체포되었다.

## 수상
- 라지브 간디 켈 라트나(2009년)
- 파드마 슈리(2011년)

## 같이 보기
- 2008년 하계 올림픽 인도 선수단
- 2008년 하계 올림픽 레슬링 남자 자유형 66kg급
- 레슬링